# Southwest Croque
Southwest Croque is een spookdorp in de Canadese provincie Newfoundland en Labrador. De plaats ligt in het uiterste noorden van Newfoundland en was ooit een administratief centrum van de Franse kust van Newfoundland.

## Geografie
Southwest Croque ligt aan de oostkust van het Great Northern Peninsula, in het uiterste noorden van Newfoundland. De plaats is gevestigd aan de Irish Bay, een zuidelijke zijbaai van Croque Harbour. De plaats is enkel bereikbaar via het water, of via een kilometers lang paadje doorheen de bossen dat leidt naar Croque.

## Geschiedenis
De vissersnederzetting is gesticht door Franse vissers die reeds sinds de 16e eeuw jaarlijks de Atlantische Oceaan overstaken in het kader van de seizoensvisserij. In die tijd had de plaats twee namen, Le Petit-Maître en La Plaine, respectievelijk voor de fishing room aan het westelijke en oostelijke inhammetje van de Irish Bay.
Southwest Croque was het administratief centrum van de Franse kust. Op vraag van de handelaars van Saint-Malo was het sinds 1640 zo dat ieder seizoen de eerste Franse kapitein die in Le Petit-Maître aanmeerde zich "admiraal" mocht noemen. Dit hield in dat hij een inham en strand naar keuze mocht kiezen voor de rest van het visserijseizoen. Ook alle andere kapiteins moesten eerst aldaar aanmeren en eveneens hun locatie voor de visverwerkende activiteiten laten registreren. De "admiraal" moest tussenkomen bij conflicten tussen vissers. Dit systeem was in voege tot 1821, vanaf wanneer de Fransen zich reeds voor vertrek in het thuisland lieten registreren.
De nederzetting was daarnaast historisch gezien ook een aanlegplaats voor vissers uit het naburige gehucht Millions.
Net zoals overal aan de "French Shore" keerden de Fransen na het jaarlijks visseizoen steeds terug naar Europa en bleven enkel een handvol Engelstalige gardiens achter om op de bezittingen te letten. Na de Entente Cordiale (1904) verloren de Fransen hun visserijrechten en bleef enkel de kleine (Engelstalige) permanente bevolking nog over.
In de late jaren 1950 hervestigden de inwoners van Southwest Croque zich naar het huidige Croque, ongeveer 3,5 km verder naar het noordwesten toe. In de 21e eeuw blijven er nog een paar gebouwen en andere constructies over.